# Aczino
Mauricio Hernández González (Nezahualcóyotl, Estado de México; 2 de julio de 1991) conocido artísticamente como Aczino, es un freestyler mexicano.  Es reconocido por sus participaciones en el campeonato internacional de freestyle «Red Bull Batalla de los Gallos», siendo el primer bicampéon y el primer y único tricampeón de este torneo en el cual obtuvo el título de campeón en las ediciones de 2017, 2021 y 2022 y también por sus participaciones en FMS Internacional, siendo el primer campeón en 2020 y el primer y único bicampeón en 2025.  Fue colocado en el puesto número treinta y seis en la lista de los «50 grandes raperos en la historia del rap en español», publicada por la revista estadounidense Rolling Stone.

## Carrera artística

### Como competidor

#### 2007-2011: Inicios en torneos nacionales
En 2007, inició su carrera al inscribirse en el torneo "2 vs 2 Street Freestyle" junto a su compañero Lirika Inverza, bajo el alias de "Asesino Serial". A pesar de una victoria inicial, fueron eliminados en cuartos de final. A los 17 años, participó en su primera edición de "Red Bull Batalla de los Gallos" regional de la Ciudad de México, llegando a cuartos de final. En 2009 ganó el torneo "2 vs 2 Street Freestyle" con Jack Adrenalina y también la regional de "Perros Callejeros" en la Ciudad de México. En 2010, ganó el torneo "Bronx Warriors", la "Nacional de Perros Callejeros" y otros torneos como "Verbal Combat" y "Versátil War 2". En 2011, participó en "La Batalla del Siglo", llegando a semifinales.

#### 2012-2016: Primeros campeonatos internacionales
El año 2012, logró victorias en torneos como "Eligere" y "Red Bull Batalla de los Gallos Nacional: Colombia", y realizó apariciones en televisión en el programa "El club del italiano" presentado por Poncho de Nigris. En 2013, ejerció como juez en la "Final Nacional de Red Bull Batalla de los Gallos" en México.
En 2014, participó en "Eligere" haciendo equipo con Lirika Inverza y perdiendo en octavos contra Troka y Yoiker. Vuelve a entrar a la nacional de Red Bull, ganando por segunda vez este torneo y clasificándose a la internacional en Barcelona; gana la ronda de emparejamientos contra el campeón peruano Carlitos, y pierde en cuartos contra el campeón español Invert.
En 2015, es invitado al torneo en Chile "Batalla de Maestros Deluxe" donde consigue su segundo campeonato fuera de México y su primer campeonato internacional, vuelve a ser invitado en Chile al torneo "God Level" consiguiendo su segundo campeonato internacional. Vuelve a ser campeón ahora en el campeonato internacional "Supremacía Mc" en Perú y subcampeón en el torneo "After Vision" en Colombia. En el marco de su participación en la competencia nacional de "Red Bull Batalla de los Gallos", logró su tercer título nacional en México. Este título lo condujo a la competencia internacional en Santiago de Chile, donde a pesar de su derrota en la ronda de emparejamientos ante el campeón español Arkano, logró llegar hasta las semifinales y conseguir el tercer puesto en la competición. En 2016, participó en múltiples eventos internacionales, aunque sin lograr la victoria.

#### 2017-2020: Retiro momentáneo
En enero de 2017, nuevamente participó en el torneo "God Level" en Chile, logrando su segundo título. Posteriormente, participó en el evento regional "Masacre Musical" en Antofagasta, donde logró la victoria. Luego, realizó una gira en España, llevando a cabo múltiples exhibiciones de freestyle y ganando el torneo regional "Big Battle" en Sevilla. En el marco de sus participaciones en diferentes competencias, ganó el "Rap Tico Fest" en Costa Rica, venciendo a Cehzar en la final. Es invitado a "Double AA" en Chile donde obtiene el subcampeonato. Gana junto con Kaiser el torneo de 2 vs 2 llamado "Copa Camet" en Argentina. Se corona campeón de la regional de Red Bull en Monterrey, lo cual lo clasifica a la nacional de esta competencia. En Perú, gana "Supremacía MC", siendo el primer bicampeón de este torneo. En la final nacional de Red Bull se corona campeón, convirtiéndose en el MC con más campeonatos nacionales, con un total de 4. Participó en Chile, en el torneo "Infierno de Atacama", consiguiendo llegar a semifinales. También participó en "Pangea", donde se coronó campeón en la final contra Lobo Estepario. Se presentó a una exhibición internacional en el evento "Seven To Punch" en Monterrey donde ganó 9 veces y perdió 1, siendo el que más acumuló puntos. Posteriormente, al haber ganado la nacional, disputa la final internacional Red Bull de 2017 en México, donde se proclamó campeón por primera vez en su carrera tras vencer a Choque, Gaviria, Arkano, y Wos en la final.
En el año 2018, ganó las competencia internacionales "Double AA" en Chile y la "Freestyle Pepsi Competition" en España. Llegaría nuevamente a la final internacional de Red Bull contra Wos en Argentina, donde esta vez ganaría el argentino. Ese mismo año participa en la "God Level", formando equipo con Jony Beltrán y Dominic, representando al «Team México». En octavos de final ganan al equipo argentino, formado por Wos, Dtoke y Acru. En cuartos de final, pierden contra el equipo chileno, formado por Teorema, Kaiser y Nitro.
En 2019, se corona campeón internacional en las siguientes competiciones: "Battle Music Festival" en Chile, "Ghetto Dreams League" en México, "God Level 3vs3 - Fecha 1 México", "Supremacía MC" Internacional Perú, "God Level All Stars 2vs2 - Fecha 2 Perú" y "God Level All Stars 2vs2 - Final de campeones". También obtuvo el tercer lugar en la Final Internacional de "Red Bull Batalla de los Gallos" en España y el título nacional de "Freestyle Master Series" (FMS) , donde obtuvo 27/27 puntos y 9 MVP's terminando invicto. Participa en la clasificatoria internacional de "FMS", dicha clasificatoria disputada en Valencia. En donde venció a MKS y obtiene el pase a las eliminatorias.
En el año 2020, anunció su retiro temporal. A pesar de ello, logró el campeonato internacional en el "Ghetto Dreams League" en Guadalajara y se coronó campeón en la "Final Internacional de FMS" llevada a cabo en Perú. Durante la "Red Bull Batalla de los Gallos Internacional" de ese año, alcanzó el tercer puesto en la competición celebrada en República Dominicana.

#### 2021-presente: Vuelta y campeón de Red Bull nuevamente
En 2021, Aczino participó en "FMS Internacional" como defensor del título. Fue directamente clasificado a los octavos de final, enfrentando a los argentinos Papo y Mecha, a quienes derrotó en sus respectivos enfrentamientos. Sin embargo, fue vencido en las semifinales por Tirpa. Durante ese mismo año, tomó parte en el torneo "Avatar" en compañía de Rapder, logrando la victoria sobre Chang y K-Road en la final. Además, integró el equipo "Team México" en el "God Level Grand Slam" junto a Rapder, Lobo Estepario y Karey, siendo finalistas en la competición celebrada en Monterrey. Culminando el año, Aczino ganó su segundo cinturón internacional de "Red Bull Internacional"  al vencer a P8 de en octavos, a Jair Wong en cuartos, a Rapder en semifinales y a Skone en la final.
En 2022, se volvió a coronar campeón internacional de Red Bull, venciendo a Blon (España) en octavos; Spektro (Uruguay) en cuartos; Mecha (Argentina) en semifinales; y, Gazir (España) en la final. Con este triunfo, consiguió el primer y único tricampeonato del torneo hasta la fecha. En el mismo año regresó a FMS México luego de un año de ausencia, donde consiguió quedar campeón con 30 puntos de 33 posibles y siendo 5 veces MVP, pero por problemas en la agenda no pudo acudir a FMS Internacional.
En el año 2023, participó en el torneo internacional de Red Bull, dónde fue eliminado por Chuty (España) en los cuartos de final. Después del torneo, anunció su retiro de la competición, declarando: "Yo creo que, a menos que llamen a los campeones de otros años a una súper batalla o algo así, ya no tendría el tiempo para hacer todo el proceso para volver a subir".
Para el año 2024, la Freestyle Master Series crearía una competición llamada World Series donde reuniría a los mejores MC's de cada país para disputar un título de FMS en 5 países distintos. Los participantes fueron: Chuty (Campeón de la FMS Internacional 2023), Gazir (Campeón de la FMS España 2023), Larrix (Campeón de la FMS Argentina 2023), Valles-T (Campeón de la FMS Colombia 2023), Letra (Campeón de la FMS Caribe 2023), El Menor (Campeón de la FMS Chile 2023), Nitro (Campeón de la FMS Chile 2022), Kodigo (Inivitado por la organización), Zasko/Teorema (Elegido por el público) y Aczino (Campeón de la FMS México 2022) que regresaría nuevamente a la liga profesional de freestyle.

#### Batallas escritas
Aczino ha sido tanto participante como promotor de batallas de rap escritas. A diferencia del freestyle, donde las líricas se crean en el momento, en estas competiciones se otorga un periodo de tiempo para que los artistas preparen sus rimas dirigidas al oponente. En 2022, protagonizó una destacada batalla contra el rapero estadounidense Dizaster, utilizando un formato que permitía el uso de los idiomas español e inglés.

### Como artista musical

#### 2008-2012: Inicios y creación de MC4
En 2008, cofundó el grupo "MC4" y la crew "Rapsoul", en colaboración con Lirika Inverza, Jack, El Nolapez y el DJ Masta Yiu. Fue Masta Yiu quien colaboró con Mauricio para grabar su primera maqueta, titulada "Punto de Partida", la cual fue lanzada en 2009. En 2010, además de unirse a la Crew "Ink" por invitación de T-Killa, Aczino grabó su segunda maqueta titulada "Metamorfoziz". En 2012 ganó el concurso "La música es mi alma" en colaboración con Lirika Inverza. Como resultado de este logro, tuvo la oportunidad de producir su primer álbum profesional, titulado "Hardcore Rulez".

#### 2013-presente: Música en solitario
En 2013, lanzó su disco titulado "Psicofonía". El proceso de grabación, dirigido por Pime, involucró la colaboración de productores como Siete González, Monkey Brigade, Allpa, Omega, Spit Studio, DJ Marzek y Caprino.
En 2017, lanzó el álbum "Inspiración Divina". En el año 2018 firma con la discográfica Universal Music México. 
En 2019, se lanzó la "Bizarrap Freestyle Session" de Aczino en una colaboración artística entre el rapero mexicano y el productor musical argentino Bizarrap. Esta colaboración se enmarca dentro de la serie de videos conocida como "Bizarrap Freestyle Sessions", en la cual diversos artistas del género rap y música urbana participan en improvisaciones sobre los beats creados por Bizarrap. Esta sesión en particular ha acumulado más de 32 millones de reproducciones en plataformas como Spotify y YouTube.
En el año 2023, Aczino lanzó el álbum "The G.O.A.T", en el que colaboró con diversos raperos mexicanos como: Millonario, Gera MX, Santa Fe Klan y Yoiker.

## Reconocimientos
Aczino cuenta con múltiples reconocimientos internacionales en todo tipo de competencias como BDM, God Level, Supremacía MC, Pangea, Double AA, Ghetto Dreams League, FMS México, FMS Internacional (siendo el primer campeón y el primer y único bicampeón) y Red Bull Batalla Final Internacional (siendo el primer bicampeón y el primer y único tricampeón). Aczino cuenta con 24 títulos internacionales, siendo el freestyler que más ha ganado en toda su carrera.
Aczino es considerado el mejor freestyler de habla hispana de la historia por parte del público y también por muchos de los competidores y expertos.

## Estadísticas
| Batallas de Freestyle | Batallas de Freestyle                                                 | Batallas de Freestyle                                                 | Batallas de Freestyle                 | Batallas de Freestyle                | Batallas de Freestyle |
| Año                   | Competición                                                           | Competición                                                           | Lugar                                 | Rival                                | Puesto                |
| --------------------- | --------------------------------------------------------------------- | --------------------------------------------------------------------- | ------------------------------------- | ------------------------------------ | --------------------- |
| 2007                  | Street Freestyle (+ Lirika Inverza)                                   | Street Freestyle (+ Lirika Inverza)                                   | México, Ciudad de México              | vs. ?                                | Cuartos de Final      |
| 2008                  | Red Bull Batalla de los Gallos Regional                               | Red Bull Batalla de los Gallos Regional                               | México, Ciudad de México              | vs. Sipo One                         | Cuartos de Final      |
| 2009                  | Street Freestyle (+ Jack Adrenalina)                                  | Street Freestyle (+ Jack Adrenalina)                                  | México, Ciudad de México              | vs. ?                                | Campeón               |
| 2009                  | Perros Callejeros                                                     | Perros Callejeros                                                     | México, Guadalajara                   | vs. ?                                | Campeón               |
| 2010                  | Bronx Warriors                                                        | Bronx Warriors                                                        | México, Ciudad de México              | vs. ?                                | Campeón               |
| 2010                  | Perros Callejeros                                                     | Perros Callejeros                                                     | México, Ciudad de México              | vs. ?                                | Campeón               |
| 2010                  | Monster Verbal Combat                                                 | Monster Verbal Combat                                                 | México, Ciudad de México              | vs. ?                                | Subcampeón            |
| 2010                  | Street Freestyle (+ Jack Adrenalina)                                  | Street Freestyle (+ Jack Adrenalina)                                  | México, Ciudad de México              | vs. ?                                | Campeón               |
| 2010                  | Versátil War 2 (+ Jack Adrenalina)                                    | Versátil War 2 (+ Jack Adrenalina)                                    | México, Ciudad de México              | vs. ?                                | Campeón               |
| 2011                  | Batalla del Siglo                                                     | Batalla del Siglo                                                     | México, Ciudad de México              | vs. Topis                            | Semifinales           |
| 2012                  | Ecko Vive al Límite                                                   | Ecko Vive al Límite                                                   | México, Ciudad de México              | vs. Jack Adrenalina                  | Subcampeón            |
| 2012                  | Eligere 1                                                             | Eligere 1                                                             | México, Ciudad de México              | vs. Topis                            | Campeón               |
| 2012                  | Eligere 1.1                                                           | Eligere 1.1                                                           | México, Ciudad de México              | vs. Jack Adrenalina                  | Campeón               |
| 2012                  | La Rebelión de los MC's                                               | La Rebelión de los MC's                                               | México, Ciudad de México              | vs. Jack Adrenalina                  | Campeón               |
| 2012                  | Red Bull Batalla de los Gallos Nacional                               | Red Bull Batalla de los Gallos Nacional                               | Colombia, Bogotá                      | vs. Valles-T                         | Campeón               |
| 2014                  | Red Bull Batalla de los Gallos Nacional                               | Red Bull Batalla de los Gallos Nacional                               | México, Ciudad de México              | vs. Dominic                          | Campeón               |
| 2014                  | Red Bull Batalla de los Gallos Internacional                          | Red Bull Batalla de los Gallos Internacional                          | España, Barcelona                     | vs. Invert                           | Cuartos de Final      |
| 2015                  | BDM Deluxe Internacional                                              | BDM Deluxe Internacional                                              | Chile, Santiago de Chile              | vs. Teorema                          | Campeón               |
| 2015                  | God Level Fest                                                        | God Level Fest                                                        | Chile, Santiago de Chile              | vs. Cristofebril                     | Campeón               |
| 2015                  | Supremacía MC Internacional                                           | Supremacía MC Internacional                                           | Perú, Lima                            | vs. Káiser                           | Campeón               |
| 2015                  | Red Bull Batalla de los Gallos Nacional                               | Red Bull Batalla de los Gallos Nacional                               | México, Ciudad de México              | vs. Lobo Estepario                   | Campeón               |
| 2015                  | After Vision                                                          | After Vision                                                          | Colombia, Bogotá                      | vs. Sony                             | Subcampeón            |
| 2015                  | Red Bull Batalla de los Gallos Internacional                          | Red Bull Batalla de los Gallos Internacional                          | Chile, Santiago de Chile              | vs. Imigrante                        | Tercero               |
| 2016                  | God Level Fest                                                        | God Level Fest                                                        | Chile, Santiago de Chile              | vs. Akapellah                        | Cuartos de Final      |
| 2016                  | Red Bull Batalla de los Gallos Internacional                          | Red Bull Batalla de los Gallos Internacional                          | Perú, Lima                            | vs. Jota                             | Octavos de final      |
| 2016                  | BDM Pandillas Internacional (+ Dominic & RC)                          | BDM Pandillas Internacional (+ Dominic & RC)                          | México, Ciudad de México              | vs. Skone, Errecé & BTA              | Exhibición            |
| 2016                  | BDM Deluxe Internacional                                              | BDM Deluxe Internacional                                              | Chile, Santiago de Chile              | vs. Teorema                          | Subcampeón            |
| 2017                  | God Level Fest                                                        | God Level Fest                                                        | Chile, Santiago de Chile              | vs. MCKlopedia                       | Campeón               |
| 2017                  | Masacre Musical                                                       | Masacre Musical                                                       | Chile, Santiago de Chile              | vs. ?                                | Campeón               |
| 2017                  | Regional Big Battle                                                   | Regional Big Battle                                                   | España, Sevilla                       | vs. Selenio                          | Campeón               |
| 2017                  | Rap Tico Fest                                                         | Rap Tico Fest                                                         | Costa Rica, San José                  | vs. Cehzar                           | Campeón               |
| 2017                  | Double AA                                                             | Double AA                                                             | Chile, Santiago de Chile              | vs. Teorema                          | Subcampeón            |
| 2017                  | Copa Camet (+ Káiser)                                                 | Copa Camet (+ Káiser)                                                 | Argentina, Buenos Aires               | vs. Teorema & DrefQuila              | Campeón               |
| 2017                  | Red Bull Batalla de los Gallos Regional                               | Red Bull Batalla de los Gallos Regional                               | México, Monterrey                     | vs. RC                               | Campeón               |
| 2017                  | Supremacía MC Internacional                                           | Supremacía MC Internacional                                           | Perú, Lima                            | vs. BTA                              | Campeón               |
| 2017                  | Red Bull Batalla de los Gallos Nacional                               | Red Bull Batalla de los Gallos Nacional                               | México, Monterrey                     | vs. Rapder                           | Campeón               |
| 2017                  | Infierno de Atacama                                                   | Infierno de Atacama                                                   | Chile, Copiapó                        | vs. Káiser                           | Semifinales           |
| 2017                  | Pangea                                                                | Pangea                                                                | México, Ciudad de México              | vs. Lobo Estepario                   | Campeón               |
| 2017                  | Red Bull Batalla de los Gallos Internacional                          | Red Bull Batalla de los Gallos Internacional                          | México, Ciudad de México              | vs. Wos                              | Campeón               |
| 2017                  | BDM Pandillas Internacional (+ Dominic & Káiser)                      | BDM Pandillas Internacional (+ Dominic & Káiser)                      | México, Ciudad de México              | vs. Hander, RBN & Gavyria            | Campeón               |
| 2017                  | BDM Deluxe Internacional                                              | BDM Deluxe Internacional                                              | México, Ciudad de México              | vs. Káiser                           | Campeón               |
| 2018                  | God Level Fest                                                        | God Level Fest                                                        | Argentina, Buenos Aires               | vs. Skone                            | Subcampeón            |
| 2018                  | God Level Fest (+ Dominic & Jony Beltrán)                             | God Level Fest (+ Dominic & Jony Beltrán)                             | Chile, Santiago de Chile              | vs. Teorema, Nitro & Káiser          | Tercero               |
| 2018                  | Liga de Freestyle Profesional (LFP)                                   | Liga de Freestyle Profesional (LFP)                                   | Perú, Lima                            | vs. Chuty                            | Subcampeón            |
| 2018                  | Double AA                                                             | Double AA                                                             | Chile, Santiago de Chile              | vs. Nitro                            | Campeón               |
| 2018                  | Double AA                                                             | Double AA                                                             | Argentina, Buenos Aires               | vs. Teorema                          | Tercero               |
| 2018                  | Freestyle Pepsi Competition                                           | Freestyle Pepsi Competition                                           | España, Jaén                          | vs. Hander                           | Campeón               |
| 2018                  | BDM Deluxe Internacional                                              | BDM Deluxe Internacional                                              | Chile, Santiago de Chile              | vs. Chuty                            | Subcampeón            |
| 2018                  | Red Bull Batalla de los Gallos Internacional                          | Red Bull Batalla de los Gallos Internacional                          | Argentina, Buenos Aires               | vs. Wos                              | Subcampeón            |
| 2019                  | Battle Music Festival                                                 | Battle Music Festival                                                 | Chile, Viña del Mar                   | vs. Valles-T                         | Campeón               |
| 2019                  | Ghetto Dreams League Internacional                                    | Ghetto Dreams League Internacional                                    | México, Guadalajara                   | vs. Cacha                            | Campeón               |
| 2019                  | Pangea (+ Chuty)                                                      | Pangea (+ Chuty)                                                      | México, Ciudad de México              | vs. Dominic & Cacha                  | Subcampeón            |
| 2019                  | God Level Fest All Stars (+ Rapder & RC)                              | God Level Fest All Stars (+ Rapder & RC)                              | México, Ciudad de México              | vs. Jaze, Nekroos & Choque           | Campeón               |
| 2019                  | God Level Fest All Stars (+ Rapder & RC)                              | God Level Fest All Stars (+ Rapder & RC)                              | Chile, Santiago de Chile              | vs. Teorema, Nitro & Káiser          | Cuartos de Final      |
| 2019                  | God Level Fest All Stars (+ Rapder & RC)                              | God Level Fest All Stars (+ Rapder & RC)                              | Perú, Lima                            | vs. Teorema, Nitro & Káiser          | Cuartos de Final      |
| 2019                  | Freestyle Master Series Nacional                                      | Freestyle Master Series Nacional                                      | México                                | vs. Jack Adrenalina                  | Campeón               |
| 2019                  | Supremacía MC Internacional                                           | Supremacía MC Internacional                                           | Perú, Lima                            | vs. Chuty                            | Campeón               |
| 2019                  | Titanes del Freestyle (+ Cacha)                                       | Titanes del Freestyle (+ Cacha)                                       | México, Ciudad de México              | vs. Dominic & Sara Socas             | Campeón               |
| 2019                  | God Level All Stars (+ Chuty)                                         | God Level All Stars (+ Chuty)                                         | Argentina, Buenos Aires               | vs. Trueno & Letra                   | Cuartos de Final      |
| 2019                  | God Level All Stars (+ Chuty)                                         | God Level All Stars (+ Chuty)                                         | Perú, Lima                            | vs. Jaze & Stuart                    | Campeón               |
| 2019                  | Red Bull Batalla de los Gallos Internacional                          | Red Bull Batalla de los Gallos Internacional                          | España, Madrid                        | vs. SNK                              | Tercero               |
| 2020                  | God Level All Stars (+ Dominic)                                       | God Level All Stars (+ Dominic)                                       | Chile, Santiago de Chile              | vs. Valles-T & Carpediem             | Octavos de final      |
| 2020                  | God Level All Stars (+ Dominic)                                       | God Level All Stars (+ Dominic)                                       | México, Monterrey                     | vs. Skone & Chuty                    | Octavos de final      |
| 2020                  | God Level All Stars (+ Dominic)                                       | God Level All Stars (+ Dominic)                                       | España, Madrid                        | vs. Valles-T & Carpediem             | Tercero               |
| 2020                  | Ghetto Dreams League Internacional                                    | Ghetto Dreams League Internacional                                    | México, Guadalajara                   | vs. Skone                            | Campeón               |
| 2020                  | Freestyle Master Series Internacional                                 | Freestyle Master Series Internacional                                 | Perú, Lima                            | vs. Chuty                            | Campeón               |
| 2020                  | Red Bull Batalla de los Gallos Internacional                          | Red Bull Batalla de los Gallos Internacional                          | Rep. Dominicana, San Pedro de Macorís | vs. Éxodo Lirical                    | Tercero               |
| 2021                  | USN World Summer Cup                                                  | USN World Summer Cup                                                  | España                                | vs. Mnak                             | Tercero               |
| 2021                  | Avatar Liga de Freestyle (+ Rapder)                                   | Avatar Liga de Freestyle (+ Rapder)                                   | México, Ciudad de México              | vs. K-Road & Chang                   | Campeón               |
| 2021                  | Freestyle Master Series Internacional                                 | Freestyle Master Series Internacional                                 | España, Madrid                        | vs. Tirpa                            | Semifinales           |
| 2021                  | God Level Grand Slam World Edition (+ Rapder, Lobo Estepario & Karey) | God Level Grand Slam World Edition (+ Rapder, Lobo Estepario & Karey) | México, Monterrey                     | vs. Skone, Chuty, Gazir & Sara Socas | Subcampeón            |
| 2021                  | Red Bull Batalla de los Gallos Internacional                          | Red Bull Batalla de los Gallos Internacional                          | Chile, Viña del Mar                   | vs. Skone                            | Campeón               |
| 2022                  | Freestyle Master Series Nacional                                      | Freestyle Master Series Nacional                                      | México                                | vs. Lobo Estepario                   | Campeón               |
| 2022                  | Red Bull Batalla de los Gallos Internacional                          | Red Bull Batalla de los Gallos Internacional                          | México, Ciudad de México              | vs. Gazir                            | Campeón               |
| 2023                  | Red Bull Batalla \| 5 Vidas                                           | Red Bull Batalla \| 5 Vidas                                           | Colombia, Bogotá                      | vs. Gazir                            | 5ª Posición           |
| 2023                  | Red Bull Batalla de los Gallos Internacional                          | Red Bull Batalla de los Gallos Internacional                          | Colombia, Bogotá                      | vs. Chuty                            | Cuartos de Final      |
| 2025                  | Freestyle Master Series World Series                                  | Freestyle Master Series World Series                                  | España, Madrid                        | vs. Chuty                            | Subcampeón            |
| 2025                  | Freestyle Master Series Internacional                                 | Freestyle Master Series Internacional                                 | El Salvador, San Salvador             | vs. Kodigo                           | Campeón               |

| Batallas Escritas | Batallas Escritas         | Batallas Escritas         | Batallas Escritas         | Batallas Escritas    | Batallas Escritas |
| Año               | Competición               | Competición               | Lugar                     | Rival                |                   |
| ----------------- | ------------------------- | ------------------------- | ------------------------- | -------------------- | ----------------- |
| 2012              | SPIT MX                   | SPIT MX                   | México, Ciudad de México  | vs. Faruz Feet       |                   |
| 2012              | SPIT MX                   | SPIT MX                   | México, Ciudad de México  | vs. Sipo One         |                   |
| 2014              | Línea Dieciséis L16XL     | Línea Dieciséis L16XL     | México, Ciudad de México  | vs. T-Killa          |                   |
| 2015              | SPIT MX                   | SPIT MX                   | México, Ciudad de México  | vs. Kooper Káiser    |                   |
| 2015              | GUERRAP                   | GUERRAP                   | Argentina, Buenos Aires   | vs. Underdann        |                   |
| 2015              | Vandal Fest               | Vandal Fest               | Perú, Lima                | vs. Terco 92         |                   |
| 2015              | COLISEVM Battle           | COLISEVM Battle           | México, Ciudad de México  | vs. Arkano           |                   |
| 2015              | Línea Dieciséis L16XL     | Línea Dieciséis L16XL     | México, Ciudad de México  | vs. Akapellah        |                   |
| 2015              | Massacre Verbal           | Massacre Verbal           | El Salvador, San Salvador | vs. Luigui Dozer     |                   |
| 2015              | Supremacía MC             | Supremacía MC             | Perú, Lima                | vs. Stick            |                   |
| 2015              | Secretos de Sócrates      | Secretos de Sócrates      | México, Ciudad de México  | vs. Chili Parker     |                   |
| 2016              | COLISEVM Battle (+ Proof) | COLISEVM Battle (+ Proof) | México, Ciudad de México  | vs. Gino & RC        |                   |
| 2016              | Secretos de Sócrates      | Secretos de Sócrates      | Argentina, Buenos Aires   | vs. Cevlade          |                   |
| 2016              | Apriorismo                | Apriorismo                | Colombia, Medellín        | vs. Kabe             |                   |
| 2016              | Secretos de Sócrates      | Secretos de Sócrates      | México, Ciudad de México  | vs. Gino             |                   |
| 2017              | SPIT MX                   | SPIT MX                   | México, Ciudad de México  | vs. Sharlie Mac      |                   |
| 2017              | Iron Battles              | Iron Battles              | Argentina, Buenos Aires   | vs. Klan             |                   |
| 2017              | Secretos de Sócrates      | Secretos de Sócrates      | Argentina, Buenos Aires   | vs. Blon             |                   |
| 2018              | SPIT MX                   | SPIT MX                   | México, Ciudad de México  | vs. Eptos Uno        |                   |
| 2018              | Konato Liga de Batallas   | Konato Liga de Batallas   | México, Ciudad de México  | vs. Juan Zárate      |                   |
| 2018              | Línea Dieciséis L16XL     | Línea Dieciséis L16XL     | México, Ciudad de México  | vs. Sipo One         |                   |
| 2019              | COLISEVM Battle           | COLISEVM Battle           | México, Ciudad de México  | vs. /                |                   |
| 2022              | SPIT MX                   | SPIT MX                   | México, Ciudad de México  | vs. Blue One         |                   |
| 2022              | GTZ Battles               | GTZ Battles               | California, Los Ángeles   | vs. Dizaster         |                   |
| 2025              | BC 6 (+ Sipo One)         | BC 6 (+ Sipo One)         | México, Ciudad de México  | vs. Danger AK & Gino |                   |
| 2025              | Liga Bazooka              | Liga Bazooka              | Argentina, Buenos Aires   | vs. Chili Parker     |                   |

## Discografía

### Álbumes
- 2009: Punto de partida
- 2011: Metamorfoziz
- 2011: Hardcore rulez (con Lirika Inverza)
- 2013: MC4 - Miel
- 2013: Psicofonía
- 2014: Veintitrés (XXIII)
- 2017: Inspiración Divina
- 2023: El G.O.A.T

## Sitios externos
- Aczino perfil de Red Bull
- Universal Music Publishing Group Mexico: Aczino
- Perfil de competidor: Aczino

- Datos: Q30158699